# Öwezgeldi Ataýew
Öwezgeldi Ataýew, ros. Овезгельды Атаев, Owezgeldy Atajew (ur. 1951) – turkmeński polityk, przewodniczący parlamentu Turkmenistanu od 12 listopada 2002 roku do 21 grudnia 2006 roku. Zgodnie z Konstytucją Turkmenistanu z chwilą śmierci prezydenta Saparmyrata Nyýazowa w dniu 21 grudnia 2006 roku, jako przewodniczący parlamentu był uprawniony do przejęcia obowiązków prezydenta. Turkmeńskie media podały, że Ataýew będzie „tymczasowo szedł śladami Nyýazowa”. Jego władza była jednak czysto teoretyczna, gdyż niemal natychmiast prokurator generalny wszczął przeciwko niemu śledztwo z oskarżenia o „czyny niegodne zajmowanej funkcji”. Wysunięto przeciw niemu zarzuty napastowania, poniżania i podżegania do samobójstwa swojej synowej. Po niespełna dwóch godzinach Ataýew został aresztowany, zaś tymczasowym prezydentem został mianowany przez Radę Bezpieczeństwa Narodowego wicepremier Gurbanguly Berdimuhamedow.